# Cova Rodela
Cova Rodela é uma vila na ilha Brava, Cabo Verde.
Um grande dragoeiro (Dracaena draco) é notável no centro da vila na rua principal, em frente da loja..

## Referências

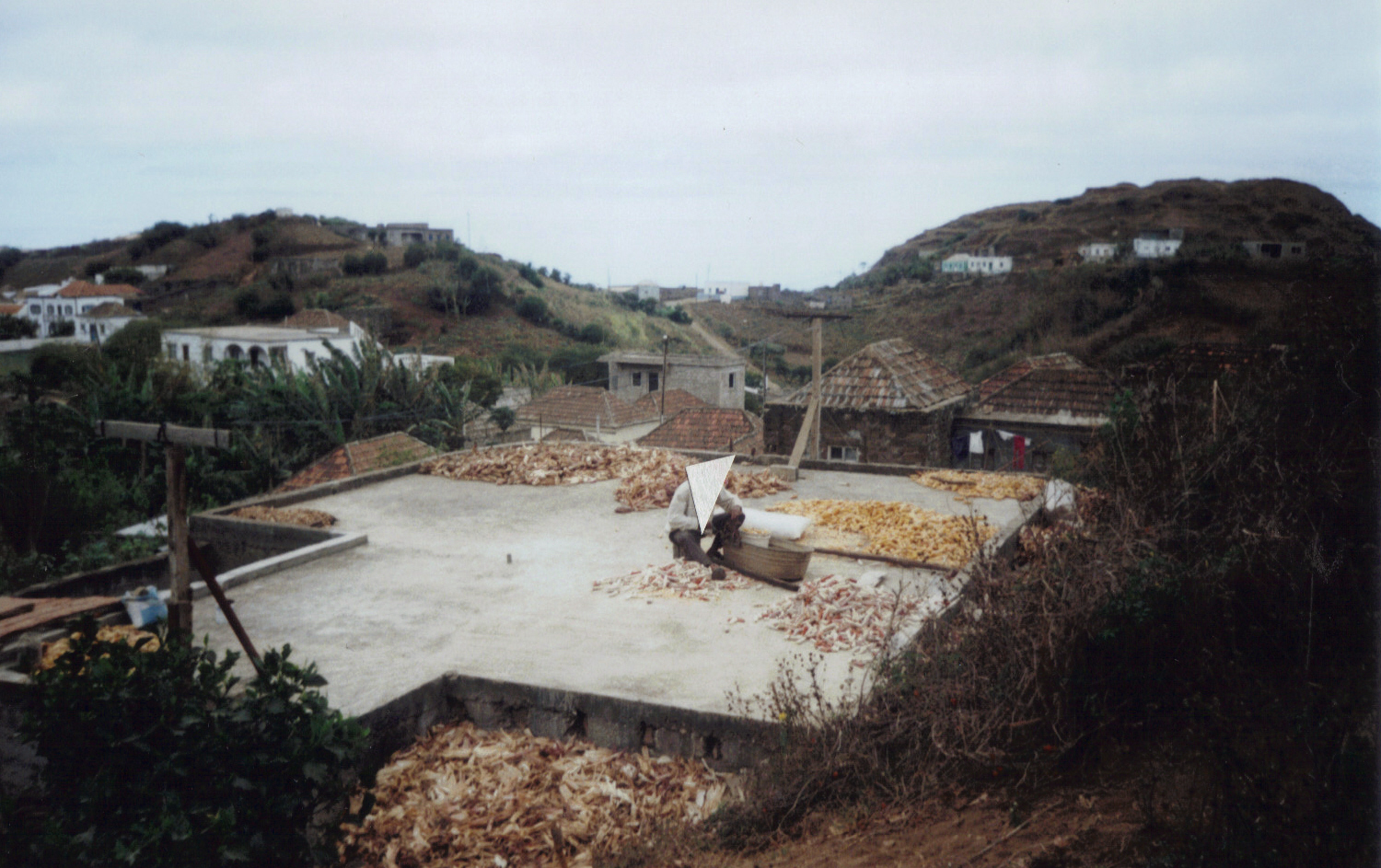
Colheita do milho em Cova Rodela.

## Vilas próximas ou limítrofes
- Vila Nova Sintra, este
- Fajã de Água, oeste